# Les Nuits du Perroquet vert
Pour plus de détails, voir Fiche technique et Distribution.
Les Nuits du Perroquet vert (Nachts im Grünen Kakadu) est un film allemand musical réalisé par Georg Jacoby, sorti en 1957.

## Synopsis
Directrice d'une école de « bonnes manières » et de maintien qui connaît des difficultés financières, Irène accepte de travailler et de danser dans un cabaret la nuit sans oser l'avouer à sa famille.

## Fiche technique
- Titre : Nachts im Grünen Kakadu
- Titre français : Les Nuits du Perroquet vert
- Titre anglais : At Green Cockatoo by Night
- Réalisation : Georg Jacoby
- Scénario : Helmuth M. Backhaus, Curt J. Braun, Wilhelm Jacoby, Artur Lippschuetz
- Directeur de la photographie : Willy Winterstein
- Montage : Klaus Dudenhöfer
- Décorateurs : Albrecht Becker, Herbert Kirchhoff
- Costumes : Erna Sander, Irms Pauli
- Musique originale: Michael Jary
- Chorégraphies : Gisela Free, Sabine Ress
- Musique (enregistrement) : Werner Pohl
- Équipe de production : Georg Molni, Helmut Ungerland
- Assistant réalisateur : Nina Kadane
- Ingénieur du son : Hans Ebel
- Photographe : Gabriele Du Vinage
- Cadreurs : Siegfried Hold, Felix Nerlich
- Pays de production :  Allemagne de l'Ouest
- Sociétés de production : Real-Film GmbH
- Producteur : Gyula Trebitsch
- Longueur : 97 minutes (2 666 mètres)
- Format : Couleur (Eastmancolor) - 1,66:1 - Mono (Klangfilm-Eurocord)
- Laboratoire : Geyer-Werke, Hambourg
- Dates de sortie :
  - Allemagne de l'Ouest : 29 novembre 1957
  - Allemagne de l'Est : 22 février 1963

## Distribution
- Marika Rökk : Irène Wagner
- Dieter Borsche : le docteur Maybach
- Renate Ewert : Hilde Wagner, sœur d'Irène
- Gunnar Möller : Knut Peters, étudiant en médecine
- Hans Nielsen : Edouard Reichmann, l'oncle
- Loni Heuser : tante Henriette
- Willy Maertens : l'oncle Otto, son mari
- Trude Hesterberg : Mademmoiselle Koldewey, employée de maison
- Fred Raul : Haase
- Ludwig Linkmann : Prof. Hagedorn, psychiatre
- Joseph Offenbach : Balduin, huissier
- Christa Williams : une chanteuse
- Frank Forster : un chanteur
- Helmut Ketels : un danseur
- Claus Christofolini : un danseur
- Heinz Holl

## Autour du film
- Georg Jacoby était l'époux de l'actrice principale, Marika Rökk
- Une des actrices du film, Trude Hesterberg, dirigea pendant les années 1920 un cabaret qui fut célèbre, Wilde Bühne
- À Paris, le film fut projeté au Louxor[3]
- Les Blue Bell Girls ont participé au film[4]

## Avis sur le film
- « (...) attrayante comédie avec la célèbre vedette allemande Marika Rökk. Les numéros de danse, surtout ceux interprétés par la toujours pétulante artiste, ne manquent pas de fantaisie. Mais les quiproquos d'une intrigue contée avec verve sont aussi fort amusants. » La Gazette, 21 avril 1960[5]
- « Louchant du côté des musicaux hollywoodiens, doté d’une intrigue comique bien enlevée, Les Nuits du Perroquet vert (1957) est un succès international et un triomphe en Amérique du Sud (l’affiche insiste bien sur la présence des Blues Bell Girls) » Movie-Musical-World[6]

### Sources de la traduction
- (de) Cet article est partiellement ou en totalité issu de l’article de Wikipédia en allemand intitulé « Nachts im Grünen Kakadu » (voir la liste des auteurs).